# 史上最高の推理小説100冊
『史上最高の推理小説100冊』（しじょうさいこうのすいりしょうせつひゃくさつ、The Top 100 Crime Novels of All Time）は、1990年に英国推理作家協会が出版した書籍リスト。本項では1995年にアメリカ探偵作家クラブが発表した同趣旨のリスト『史上最高のミステリー小説100冊』（The Top 100 Mystery Novels of All Time）も紹介する。

## 英国推理作家協会の選出書籍一覧
1. ジョセフィン・テイ：『時の娘』
2. レイモンド・チャンドラー：『大いなる眠り』
3. ジョン・ル・カレ：『寒い国から帰ってきたスパイ』
4. ドロシー・L・セイヤーズ：『学寮祭の夜（英語版）』
5. アガサ・クリスティ：『アクロイド殺し』
6. ダフニ・デュ・モーリエ：『レベッカ』
7. レイモンド・チャンドラー：『さらば愛しき女よ』
8. ウィルキー・コリンズ：『月長石』
9. レン・デイトン：『イプクレス・ファイル』
10. ダシール・ハメット：『マルタの鷹』
11. ジョセフィン・テイ：『フランチャイズ事件』
12. ヒラリー・ウォー：『失踪当時の服装は（英語版）』
13. ウンベルト・エーコ：『薔薇の名前』
14. ジェフリー・ハウスホールド：『追われる男』
15. レイモンド・チャンドラー：『長いお別れ』
16. フランシス・アイルズ：『殺意』
17. フレデリック・フォーサイス：『ジャッカルの日』
18. ドロシー・L・セイヤーズ：『ナイン・テイラーズ（英語版）』
19. アガサ・クリスティ：『そして誰もいなくなった』
20. ジョン・バカン：『三十九階段』
21. アーサー・コナン・ドイル：シャーロック・ホームズシリーズ全短編
22. ドロシー・L・セイヤーズ：『殺人は広告する（英語版）』
23. エドガー・アラン・ポー：作品集
24. エリック・アンブラー：『ディミトリオスの棺』
25. エドマンド・クリスピン：『消えた玩具屋』
26. マージェリー・アリンガム：『霧の中の虎』
27. ピーター・ラヴゼイ：『偽のデュー警部』
28. ウィルキー・コリンズ：『白衣の女』
29. バーバラ・ヴァイン：『死との抱擁』
30. ジェームズ・M・ケイン：『郵便配達は二度ベルを鳴らす』
31. ダシール・ハメット：『ガラスの鍵』
32. アーサー・コナン・ドイル：『バスカヴィル家の犬』
33. ジョン・ル・カレ：『ティンカー、テイラー、ソルジャー、スパイ』
34. E・C・ベントリー：『トレント最後の事件』
35. イアン・フレミング：『007/ロシアから愛をこめて』
36. エド・マクベイン：『警官嫌い』
37. コリン・デクスター：『ジェリコ街の女』
38. パトリシア・ハイスミス：『見知らぬ乗客』
39. ルース・レンデル：『ロウフィールド館の惨劇』
40. ジョン・ディクスン・カー：『三つの棺』
41. アントニイ・バークリー：『毒入りチョコレート事件』
42. エリス・ピーターズ：『聖女の遺骨求む』
43. エリス・ピーターズ：『死への婚礼』
44. アイラ・レヴィン：『死の接吻』
45. パトリシア・ハイスミス：『太陽がいっぱい』
46. グレアム・グリーン：『ブライトン・ロック』
47. レイモンド・チャンドラー：『湖中の女』
48. スコット・トゥロー：『推定無罪（英語版）』
49. ルース・レンデル：『わが目の悪魔』
50. ジョン・ディクスン・カー：『ビロードの悪魔』
51. バーバラ・ヴァイン：『運命の倒置法』
52. マイクル・イネス：『The Journeying Boy』
53. P・D・ジェイムズ：『死の味』
54. ジャック・ヒギンズ：『鷲は舞い降りた』
55. メアリー・スチュアート（英語版）：『My Brother Michael』
56. ピーター・ラヴゼイ：『殿下と騎手』
57. スーザン・ムーディー（英語版）：『Penny Black』
58. レン・デイトン：バーナード・サムソン三部作
59. ディック・フランシス：『奪回』
60. P・D・ジェイムズ：『策謀と欲望』
61. レジナルド・ヒル：『闇の淵』
62. メアリー・スチュアート（英語版）：『Nine Coaches Waiting』
63. ポーラ・ゴズリング（英語版）：『逃げるアヒル』
64. マイケル・ギルバート：『スモールボーン氏は不在』
65. ライオネル・デヴィッドスン：『チベットの薔薇』
66. P・D・ジェイムズ：『罪なき血』
67. ドロシー・L・セイヤーズ：『毒を食らわば（英語版）』
68. マイクル・イネス：『ハムレット復讐せよ』
69. トニイ・ヒラーマン：『時を盗む者』
70. Caryl Brahms / S. J. Simon：『A Bullet in the Ballet』
71. レジナルド・ヒル：『薔薇は死を夢見る』
72. グレアム・グリーン：『第三の男』
73. アントニイ・プライス（英語版）：『迷宮のチェスゲーム』
74. アダム・ホール：『不死鳥を倒せ』
75. マーガレット・ミラー：『狙った獣』
76. サラ・コードウェル：『黄泉の国へまっしぐら』
77. デズモンド・バグリィ：『裏切りの氷河』
78. ディック・フランシス：『配当』
79. リチャード・コンドン（英語版）：『影なき狙撃者』
80. キャロライン・グレアム：『蘭の告発』
81. ニコラス・ブレイク：『野獣死すべし』
82. マーティン・クルーズ・スミス（英語版）：『ゴーリキー・パーク』
83. アガサ・クリスティ：『死が最後にやってくる』
84. クリスチアナ・ブランド：『緑は危険』
85. シリル・ヘアー（英語版）：『法の悲劇』
86. ジョン・ファウルズ：『コレクター』
87. J・J・マリック：『ギデオンの一日』
88. ライオネル・デヴィッドスン：『大統領の遺産』
89. アリステア・マクリーン：『ナヴァロンの要塞』
90. ジュリアン・シモンズ：『殺人の色彩』
91. ジョン・バカン：『緑のマント』
92. アースキン・チルダーズ（英語版）：『砂洲の謎』
93. ピーター・ラヴゼイ：『死の競歩』
94. ダシール・ハメット：『血の収穫』
95. ケン・フォレット：『レベッカへの鍵』
96. エド・マクベイン：『サディーが死んだとき』
97. H・R・F・キーティング：『マハーラージャ殺し』
98. サイモン・ブレット（英語版）：『あの血まみれの男は誰だ?』
99. ギャビン・ライアル：『本番台本』
100. エドガー・ウォーレス：『正義の四人/ロンドン大包囲網』

## アメリカ探偵作家クラブの選出書籍一覧
アメリカ探偵作家クラブの各会員に、10のジャンルごとにそれぞれ5作品を挙げてもらい、得票数を集計して順位を出したもの。200名以上が回答を寄せた。結果は1995年にアメリカで『The Crown Crime Companion: The Top 100 Mystery Novels of All Time』というタイトルの書籍の形で発表された。同書籍ではほかにジャンル別のベスト10や、好きな推理作家、好きな探偵、好きな凶器などのランキングも紹介されている。翌1996年には日本語訳『アメリカ探偵作家クラブが選んだミステリBEST100』（ジャパン・ミックス）が刊行されている。

### 各ジャンルの第1位
各ジャンルの第1位は以下のとおりである（ジャンル名の表記は前掲の翻訳書に従う）。
- 古典 - アーサー・コナン・ドイル：シャーロック・ホームズシリーズ （総合 第1位）
- サスペンス - ダフニ・デュ・モーリエ：『レベッカ』（総合 第9位）
- ハードボイルド / 私立探偵もの - ダシール・ハメット：『マルタの鷹』（総合 第2位）
- 警察捜査もの - トニイ・ヒラーマン：『死者の舞踏場』（総合 第37位）
- スパイもの  スリラー - ジョン・ル・カレ：『寒い国から帰ってきたスパイ』（総合 第6位）
- 犯罪もの - マリオ・プーヅォ：『ゴッドファーザー』（総合 第15位）
- 本格推理もの - アガサ・クリスティ：『そして誰もいなくなった』（総合 第10位）
- 歴史ミステリ - ジョセフィン・テイ：『時の娘』（総合 第4位）
- ユーモアミステリ - グレゴリー・マクドナルド（英語版）：『フレッチ/殺人方程式（英語版）』（総合 第29位）
- 法廷もの - スコット・トゥロー：『推定無罪（英語版）』（総合 第5位）

### ベスト100
全101作のうち、第26位のジョン・モーティマー『ランポール弁護に立つ』、第56位のドロシー・L・セイヤーズ『殺人は広告する』、第80位のマイケル・ギルバート『スモールボーン氏は不在』、第82位のエリザベス・ピーターズ『砂洲にひそむワニ』、第90位のジョセフィン・テイ『魔性の馬』の5作品は1996年当時まだ日本語訳が出ていなかったが、その後すべて翻訳されている。
1. アーサー・コナン・ドイル：シャーロック・ホームズシリーズ全作品
2. ダシール・ハメット：『マルタの鷹』
3. エドガー・アラン・ポー：作品集
4. ジョセフィン・テイ：『時の娘』
5. スコット・トゥロー：『推定無罪（英語版）』
6. ジョン・ル・カレ：『寒い国から帰ってきたスパイ』
7. ウィルキー・コリンズ：『月長石』
8. レイモンド・チャンドラー：『大いなる眠り』
9. ダフニ・デュ・モーリエ：『レベッカ』
10. アガサ・クリスティ：『そして誰もいなくなった』
11. ロバート・トレイヴァー（英語版）：『裁判』
12. アガサ・クリスティ：『アクロイド殺し』
13. レイモンド・チャンドラー：『長いお別れ』
14. ジェームズ・M・ケイン：『郵便配達は二度ベルを鳴らす』
15. マリオ・プーヅォ：『ゴッドファーザー』
16. トマス・ハリス：『羊たちの沈黙』
17. エリック・アンブラー：『ディミトリオスの棺』
18. ドロシー・L・セイヤーズ：『学寮祭の夜（英語版）』
19. アガサ・クリスティ：『検察側の証人』
20. フレデリック・フォーサイス：『ジャッカルの日』
21. レイモンド・チャンドラー：『さらば愛しき女よ』
22. ジョン・バカン：『三十九階段』
23. ウンベルト・エーコ：『薔薇の名前』
24. フョードル・ドストエフスキー：『罪と罰』
25. ケン・フォレット：『針の眼』
26. ジョン・モーティマー：『ランポール弁護に立つ』
27. トマス・ハリス：『レッド・ドラゴン』
28. ドロシー・L・セイヤーズ：『ナイン・テイラーズ（英語版）』
29. グレゴリー・マクドナルド（英語版）：『フレッチ/殺人方程式（英語版）』
30. ジョン・ル・カレ：『ティンカー、テイラー、ソルジャー、スパイ』
31. ダシール・ハメット：『影なき男（英語版）』
32. ウィルキー・コリンズ：『白衣の女』
33. E・C・ベントリー：『トレント最後の事件』
34. ジェームズ・M・ケイン：『殺人保険』
35. マーティン・クルーズ・スミス（英語版）：『ゴーリキー・パーク』
36. ドロシー・L・セイヤーズ：『毒を食らわば（英語版）』
37. トニイ・ヒラーマン：『死者の舞踏場』
38. ドナルド・E・ウェストレイク：『ホット・ロック』
39. ダシール・ハメット：『血の収穫』
40. メアリ・ロバーツ・ラインハート：『螺旋階段』
41. アガサ・クリスティ：『オリエント急行の殺人』
42. ジョン・グリシャム：『法律事務所』
43. レン・デイトン：『イプクレス・ファイル』
44. ヴェラ・キャスパリ（英語版）：『ローラ殺人事件』
45. ミッキー・スピレイン：『裁くのは俺だ』
46. ペール・ヴァールー/マイ・シューヴァル：『笑う警官』
47. ドナルド・E・ウェストレイク：『強盗プロフェッショナル』
48. グレアム・グリーン：『第三の男』
49. ジム・トンプスン：『内なる殺人者』
50. メアリ・H・クラーク：『子供たちはどこにいる』
51. スー・グラフトン：『アリバイのA』
52. ローレンス・サンダーズ（英語版）：『魔性の殺人』
53. トニイ・ヒラーマン：『時を盗む者』
54. トルーマン・カポーティ：『冷血』
55. ジェフリー・ハウスホールド：『追われる男』
56. ドロシー・L・セイヤーズ：『殺人は広告する（英語版）』
57. ギルバート・ケイス・チェスタートン：『ブラウン神父の童心』
58. ジョン・ル・カレ：『スマイリーと仲間たち』
59. レイモンド・チャンドラー：『湖中の女』
60. ハーパー・リー：『アラバマ物語』
61. グレアム・グリーン：『ハバナの男』
62. チャールズ・ディケンズ：『エドウィン・ドルードの謎』
63. ピーター・ラヴゼイ：『死の競歩』
64. ウィリアム・サマセット・モーム：『アシェンデン』
65. ニコラス・メイヤー：『ワトスン博士の未発表手記によるシャーロック・ホームズ氏の素敵な昌険』
66. レックス・スタウト：『ネロ・ウルフ対FBI』
67. エルモア・レナード：『スティック』
68. ジョン・ル・カレ：『リトル・ドラマー・ガール』
69. グレアム・グリーン：『ブライトン・ロック』
70. ブラム・ストーカー：『吸血鬼ドラキュラ』
71. パトリシア・ハイスミス：『太陽がいっぱい』
72. エドマンド・クリスピン：『消えた玩具屋』
73. ジョン・グリシャム：『評決のとき』
74. ヒラリー・ウォー：『失踪当時の服装は（英語版）』
75. W・R・バーネット（英語版）：『リトル・シーザー』
76. ジョージ・V・ヒギンズ（英語版）：『エディ・コイルの友人たち』
77. ドロシー・L・セイヤーズ：『雲なす証言（英語版）』
78. イアン・フレミング：『007/ロシアから愛をこめて』
79. マーガレット・ミラー：『狙った獣』
80. マイケル・ギルバート：『スモールボーン氏は不在』
81. ジョセフィン・テイ：『フランチャイズ事件』
82. エリザベス・ピーターズ：『砂洲にひそむワニ』
83. P・D・ジェイムズ：『ナイチンゲールの屍衣』
84. トム・クランシー：『レッド・オクトーバーを追え』
85. ロス・トーマス：『大博奕』
86. ジョゼフ・コンラッド：『密偵』
87. ジョン・D・マクドナルド：『レモン色の戦慄』
88. ダシール・ハメット：『ガラスの鍵』
89. ルース・レンデル：『ロウフィールド館の惨劇』
90. ジョセフィン・テイ：『魔性の馬』
91. ロス・マクドナルド：『さむけ』
92. ウォルター・モズリイ：『ブルー・ドレスの女』
93. ジョゼフ・ウォンボー：『クワイヤボーイズ』
94. ドナルド・E・ウェストレイク：『我輩はカモである』
95. クレイグ・ライス：『スイート・ホーム殺人事件』
96. ジョン・ディクスン・カー：『三つの棺』
97. リチャード・コンドン（英語版）：『女と男の名誉』
98. ジェイムズ・マクルーア（英語版）：『スティーム・ピッグ』
99. ジャック・フィニイ：『ふりだしに戻る』
100. エリス・ピーターズ：『聖女の遺骨求む』及び
アイラ・レヴィン：『ローズマリーの赤ちゃん』